# Вулфсон, Эрик
Э́рик Но́рман Ву́лфсон (англ. Eric Norman Woolfson; 18 марта 1945 года, Глазго — 2 декабря 2009 года, Лондон) — шотландский композитор и поэт-песенник, вокалист, пианист и исполнительный продюсер. Совместно с Аланом Парсонсом основал The Alan Parsons Project.
Продажи по всему миру альбомов с его музыкой превысили 50 млн копий.
После десяти успешных альбомов, записанных с Парсонсом, посвятил себя музыкальному театру, став автором пяти мюзиклов, исполнявшихся в Германии, Австрии, Корее и Японии и завоевавших многочисленные награды.

## Биография
Эрик Норман Вулфсон родился 18 марта 1945 года в еврейской семье, владевшей мебельным магазином в Глазго. Под влиянием дяди Эрик в раннем возрасте проявил интерес к музыке и самостоятельно научился играть на фортепиано.
По окончании школы, не найдя себя в профессии бухгалтера, он вскоре направился в Лондон искать удачи на музыкальном поприще.

### Ранняя карьера
Прибыв в Лондон в 1963 году, он нашёл работу в качестве сессионного пианиста. Эндрю Олдэм, бывший в то время музыкальным продюсером группы The Rolling Stones, нанял его для сочинения песен, и последующие несколько лет Вулфсон писал песни для таких исполнителей, как Марианна Фэйтфулл, Джо Дассен, The Tremeloes, и многих других. По мере того как его песни стали попадать в репертуар ведущих исполнителей Европы и Америки, Вулфсон стал заключать контракты и с другими звукозаписывающими компаниями. В музыкальной компании Southern Music он работал в одном ряду с Эндрю Ллойдом Уэббером, и драматургом Тимом Райсом.
В 1971 году при участии Эрика Стюарта, Кевина Годли, Лола Крима и Грэма Гоулдмана, образовавших впоследствии 10cc, Вулфсон, под именем Эрик Элдер (Eric Elder), издал сингл («San Tokay»/«Sunflower»), который вышел в Великобритании и США. Затем он сам продюсировал сингл Гоулдмана («Nowhere to Go»/«Growing Older»), вышедший в Великобритании в 1972 году. В конце 1960-х — начале 1970-х годов Вулфсон выступал независимым музыкальным продюсером, работая с несколькими звукозаписывающими компаниями и множеством известных в то время исполнителей, среди которых были Дэйв Берри, The Equals и The Tremeloes.

### The Alan Parsons Project
В 1974 году Вулфсон встретил продюсера звукозаписи Алана Парсонса в студии Эбби-Роуд в Лондоне, где оба продюсера работали над разными проектами. Вулфсон принял предложение Парсонса стать его менеджером, и совместно они работали с такими коллективами и артистами, как «Pilot», «Cockney Rebel», Джон Майлз, Эл Стюарт, Ambrosia and The Hollies.
Впоследствии Алан Парсонс и Эрик Вулфсон основали «The Alan Parsons Project» и вместе работали над концепцией и текстами композиций всех десяти альбомов группы, вышедших с 1976 по 1987 год и достигших общего числа продаж свыше 50 миллионов копий. Для каждой песни Вулфсон записывал ведущую вокальную партию, на которую затем ориентировались исполнители этих песен во время записи альбомов. Помимо этого, он сам выступил в качестве вокалиста в таких хитах группы, как «Time», «Don't Answer Me» и «Prime Time», а также в композиции «Eye in the Sky», занимавшей 3-ю позицию в Billboard Hot 100 с 16 по 30 октября 1982 года.

### Сольная Дискография
- 1991 — Black Freudiana
- 1996 — Gaudi
- 1997 — Gambler
- 2003 — Eric Woolfson and Poe - More Tales of Mystery and Imagination
- 2009 — Edgar Alan Poe - A Musical by Eric Woolfson
- 2009 — The Alan Parsons Project That Never Was